# Església de Sant Climenç
L'església de Sant Climenç o de Sant Climent és l'església parroquial del nucli de Sant Climenç, al municipi de Pinell de Solsonès (Solsonès) inclòs a l'Inventari del Patrimoni Arquitectònic de Catalunya.

## Descripció
Església d'una nau amb absis rodó. La nau està coberta amb volta de canó i té dos arcs torals i un arc presbiteral, tots de mig punt. El mur sud ha estat buidat amb grans arcs per donar pas a una nau que es va construir l'any 1932 s'obre l'antic cementiri. Al segle xviii, es va obrir el mur entre l'arc toral i el presbiteral per donar accés a la nova sagristia.

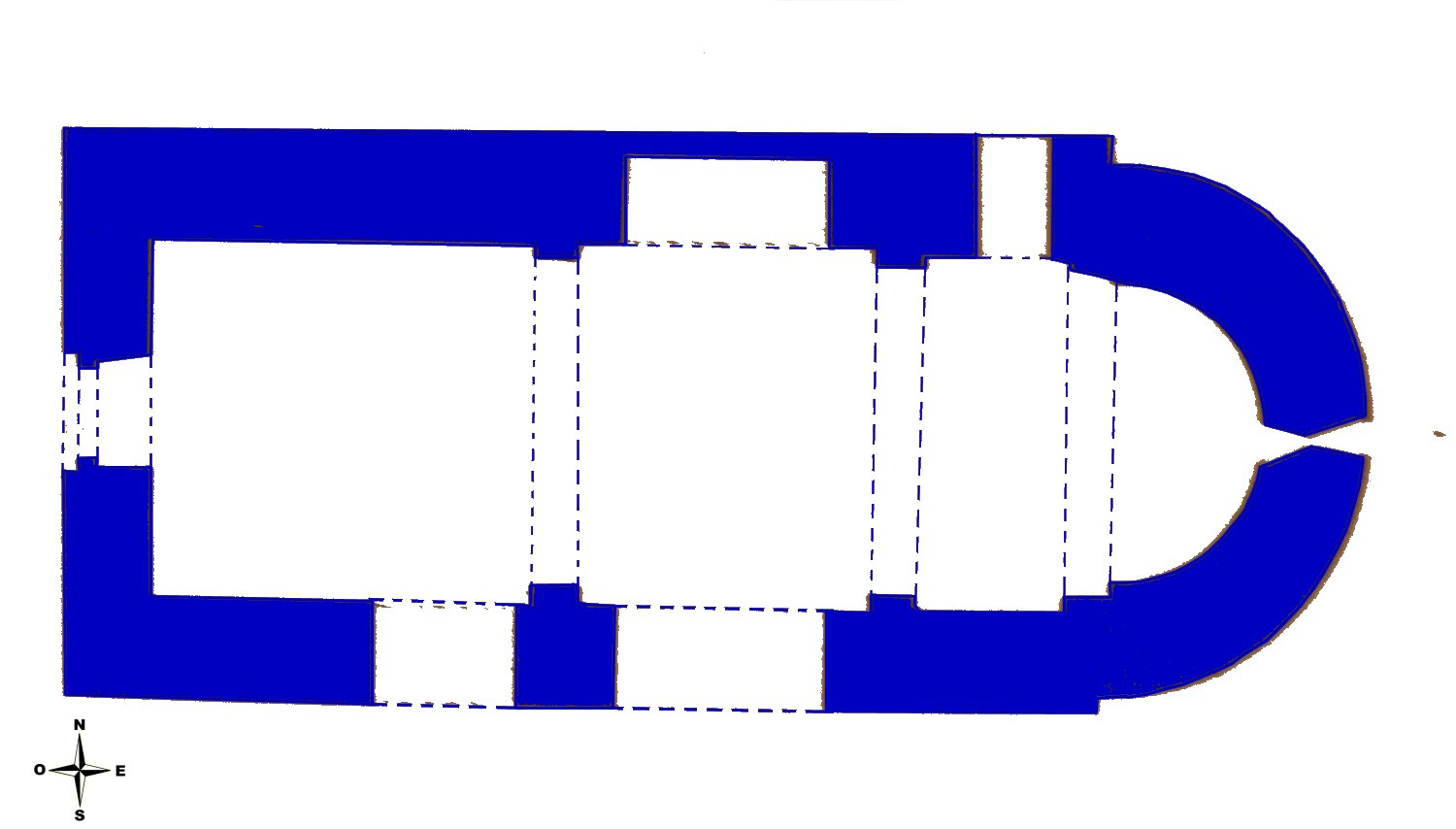
Planta de l'església

A la façana principal es troba la porta d'entrada, que imita el romànic, i una finestra en forma de creu. El parament és de carreus en fileres. L'absis està decorat amb una gran cornisa. Finestra a l'absis de doble esqueixada i d'arc de mig punt format per dues dovelles: clau i contra clau i dues grans pedres acabant de formar l'arc.

## Història
Les primeres notícies documentals del lloc de Sant Climenç són del 1199 quan Ponç de Pinell donà a Guillem, espòs de la seva filla, els castells de Pinell, Miraver i "Sancto Clemente". L'any 1375 apareix com a domini del comtat de Cardona i en el segle xviii dins del batlliu de Solsona.
Fins a l'any 1896 va ser església sufragània de Miravé, llavors va passar a ser sufragània de Pinell fins a l'any 1909 que aconseguí la categoria de parroquial.